# Mandatserheblichkeit
Als Mandatserheblichkeit bezeichnet man die voraussichtlichen Auswirkungen eines Wahlfehlers oder einer Wahlrechtsverletzung auf das Wahlergebnis.
Dieser Begriff wurde vom deutschen Bundesverfassungsgericht geprägt, nach dessen Rechtsprechung Rechtsverletzungen, die nicht zu einer Änderung der gesetzmäßigen Zusammensetzung des Deutschen Bundestages geführt haben, nicht zu einem Eingriff der Wahlprüfungsinstanzen in die angefochtene Wahl führen können. Das heißt, solch eine Anfechtung ist zurückzuweisen. Betont wird hierbei, dass die Änderung der Mandatsverteilung nicht nur theoretischer Natur sein darf, sondern nach allgemeiner Lebenserfahrung konkret und nicht ganz fernliegend sein muss.